# Stoke Prior, Herefordshire
Stoke Prior är en by i civil parish Ford and Stoke Prior, i grevskapet Herefordshire, i England. Byn är belägen 3 km från Leominster. Stoke Prior var en civil parish fram till 1987 när blev den en del av Ford & Stoke Prior, Docklow & Hampton Wafer, och Leominster. Civil parish hade 249 invånare år 1961. Byn nämndes i Domedagsboken (Domesday Book) år 1086, och kallades då Stoca.